# Muzaffargarh
Muzaffargarh (urdú مظفر گڑھ) és una ciutat al Panjab (Pakistan) a la riba del riu Chenab, capital del districte de Muzaffargarh i del tehsil de Muzaffargarh. Consta al cens del 1998 amb una població de 121.641 habitants. La població el 1901 era de només 4.018 habitants.
Fou fundada el 1794 per Muzaffar Khan, governador paixtu (sadozay) de Multan que hi va construir també una mesquita; el 1818 fou ocupada per les forces del maharajà sikh de Lahore, Ranjit Singh; va passar als britànics amb la resta del Panjab el 1849. El 1850 fou designada nova capital del districte de Khangarh, situació que es va fer efectiva el 1861. El fort de Muzaffargarh estava formar per una muralla circular d'uns 9 metres d'altura encerclant una zona amb un diàmetre de 145 metres; els suburbis rodejaven el fort per tots costats i quasi l'amagaven de la vista; la muralla tenia sis bastions. El 1873 es va constituir en municipalitat.